# 振裕染印織造廠
振裕染印織造廠有限公司，簡稱振裕染印織造廠（英語：Perfecta Dyeing Printing & Weaving Works Limited），在1971年，由前董事長黃旭桐於當時總部香港成立，結業前業務是紡紗、針織、梭織、牛仔、染印、成衣生產、設計和進出口，也是曾為香港四大最具規模染織廠。

## 歷史
「振裕染印織造廠」在1971年由前董事長黃旭桐於當時總部香港成立，業務曾為紡紗、針織、梭織、牛仔、染印、成衣生產、設計和進出口；1989年夏天，振裕染印織造廠進軍廣州，和廣州市紡織局下屬國營絹麻廠合營紡織實業；1992年，以1384萬美元，於廣州設立「番禺潭洲振裕紡織染印有限公司」，再在大崗鎮工業園區營運。但在2007年，當時董事長黃炯堅和總經理肖盛龍向記者道，公司的資金、財務管理出現嚴重問題。
當時董事長黃炯堅，把土地資產出售，再向一位美國好友「3億元注資振裕」，但無功而還，加上各大銀行包括華僑銀行香港分行、大新銀行、創興銀行、星展銀行（香港）、中國銀行（香港）及恆生銀行（中國）向振裕公司催還了1.2億港元貸款。
目前固定資產為14.8億港元，負債為1.8億港元。截至2008年11月底，公司原有的3500多名員工已離職。

## 欠薪
2008年冬天，振裕染印織造廠前40多名員工，向街坊工友服務處求助，指僱主拖欠近半年工資及強積金，涉及逾500萬港元，工人到勞工處舉報。
2010年4月29日，已關閉的荃灣裁判法院（西九龍裁判法院前身）宣判，裁定「振裕染印織造廠」前2名董事判6個星期監禁，原因沒有按照《僱傭條例》規定，在工資期完結後七天內支付工資予一名僱員，涉及款額37,450港元。